# 河间路 (上海)
河间路是中華人民共和國上海市楊浦區西南至東北一條道路，西南起自蘭州路，東北至愛國路，全長2500米。原址為名為姚長浜的河流，1915年填埋河流修建道路，名稱來源自河北省滄州市河間市。